# Palpimanus hesperius
Palpimanus hesperius is een spinnensoort uit de familie Palpimanidae. De soort komt voor in Sao Tomé.